# Mounira El Mahdeya
Mounira El Mahdeya, född 16 maj 1885, död 11 mars 1965, var en egyptisk sångerska och skådespelerska. Hon var också känd som "Soltanet Eltarab" (sångens drottning). 
Mounira El Mahdeya gjorde sin första bandinspelning som sångare år 1906. Hon blev 1915 den första muslimska kvinna som uppträdde offentligt som skådespelare på scen, och var 1917-1925 den första muslimska kvinna som ledde sitt eget teatersällskap och fungerade som dess ägare, direktör och producent.